# Fachwissenschaftler der Medizin
Die Berufsbezeichnung Fachwissenschaftler der Medizin, auch Fachchemiker der Medizin, Fachbiologe der Medizin, Fachphysiker der Medizin und ähnliche Bezeichnungen, wurde bis 1990 an Chemiker, Biologen, Biochemiker, Physiker, Ingenieure technischer Fachrichtungen und andere fachverwandte Naturwissenschaftler verliehen, die an der Akademie für Ärztliche Fortbildung der DDR in Berlin eine entsprechende Weiterbildung in Form eines fünfjährigen postgradualen Studiums absolviert hatten. Dieses Studium endete nach einem der Facharztprüfung vergleichbaren Kolloquium vor einer Fachkommission der Akademie mit der staatlichen Anerkennung und berechtigte die Absolventen, innerhalb eines bestimmten Fachgebietes eigenständig Maßnahmen der medizinischen Diagnostik durchzuführen.

## Tätigkeit in der DDR
Aufgrund gesundheitspolitischer Vorgaben gab es in der Deutschen Demokratischen Republik (DDR) vergleichsweise wenig Ärzte, die in der Labordiagnostik im Bereich der Medizin tätig waren. Die Fachwissenschaftler der Medizin waren damit für dieses und für angrenzende Fachgebiete einschließlich der Erstellung und Interpretation von Befunden zuständig und in diesen Bereichen Ärzten gleichgestellt. Sie übernahmen somit die Aufgaben, die gegenwärtig von entsprechenden Fachärzten für Laboratoriumsmedizin, Pathologie, Pharmakologie und Toxikologie, Mikrobiologie, diagnostische Radiologie und anderen Fachrichtungen erbracht werden. 
Innerhalb der Weiterbildung zum Fachwissenschaftler der Medizin erfolgte analog zur Ausbildung als Facharzt eine Spezialisierung auf eine bestimmte Fachrichtung, wie beispielsweise „Klinische Chemie und Labordiagnostik“, „Humangenetik“, „Diagnostische und experimentelle Mikrobiologie“, „Zytologie/Histologie“, „Immunologie“, „Biochemie“, „Medizinische Toxikologie/Toxikologische Chemie“, „Biophysik“ oder „Biomedizintechnik“.
1990 gab es in der DDR rund 700 ausgebildete Fachwissenschaftler für Medizin der Fachrichtung „Klinische Chemie und Labordiagnostik“.

## Rechtslage seit 1990
Durch den Einigungsvertrag galt nach der Wiedervereinigung im Beitrittsgebiet Bestandsschutz durch eine befristete Aussetzung des Arztvorbehalts für die entsprechenden Leistungen, so dass Fachwissenschaftler der Medizin ihre Tätigkeit zunächst bis zum Ende des Jahres 1994 weiter ausüben konnten. Seitdem sind sie in den Bundesländern Berlin, Brandenburg, Mecklenburg-Vorpommern, Sachsen, Sachsen-Anhalt und Thüringen grundsätzlich berechtigt zur Durchführung und Abrechnung von laboratoriumsmedizinischen Untersuchungen ihrer jeweiligen Fachrichtung. 
Gemäß Paragraph 7 des „Bundesmantelvertrages - Ärzte“ beziehungsweise Paragraph 11 des „Bundesmantelvertrages - Ärzte/Ersatzkassen“ können sie durch die Kassenärztliche Vereinigung zur Teilnahme an der vertragsärztlichen Versorgung ermächtigt werden für Leistungen, für die sie durch Vorlage entsprechender Zeugnisse und Bescheinigungen eine Qualifikation zur selbständigen Leistungserbringung nachweisen können. Für Fachwissenschaftler der Medizin der Fachrichtung „Klinische Chemie und Labordiagnostik“ ist dabei eine Ermächtigung zur Durchführung von Leistungen aus den Bereichen Laboratoriumsmedizin, Molekulargenetik und Molekularpathologie entsprechend Kapitel 32 sowie von Leistungen der Gesundheits- und Früherkennungsuntersuchungen entsprechend Kapitel 1.7 des Einheitlichen Bewertungsmaßstab für ärztliche Leistungen (EBM) zulässig.
Auf der Basis dieser Rechtslage wird in den genannten Bundesländern noch immer ein erheblicher Teil der labormedizinischen Diagnostik von Fachwissenschaftlern der Medizin durchgeführt, sowohl in Kliniklaboratorien als auch im niedergelassenen Bereich.

## Berufsorganisationen und Fachgesellschaften
Innerhalb des Berufsverbandes Deutscher Laborärzte sind die Fachwissenschaftler der Medizin, neben den niedergelassenen Laborärzten sowie den Klinikärzten, in einer eigenen Sektion organisiert. Sie können darüber hinaus je nach Landesrecht Mitglied der jeweiligen Landesärztekammer und Kassenärztlichen Vereinigung sein.
Gemäß den Richtlinien zur Anerkennung als Klinischer Chemiker/Klinische Chemikerin der Deutschen Vereinten Gesellschaft für Klinische Chemie und Laboratoriumsmedizin (DGKL) werden Fachwissenschaftler der Medizin der Fachrichtung „Klinische Chemie und Laboratoriumsdiagnostik“ als Klinische Chemiker mit Weiterbildungsberechtigung anerkannt. 
Fachwissenschaftler der Medizin der Fachrichtung „Humangenetik“ erhalten auf Antrag die Anerkennung als Fachhumangenetiker gemäß der Weiterbildungsordnung der Deutschen Gesellschaft für Humangenetik. Der Berufsverband Deutscher Humangenetiker (BVDH) ist das berufspolitische Forum aller Fachärzte für Humangenetik und Fachhumangenetiker (GfH).
Das Netzwerk der Fachwissenschaftler in der Medizin (nfm) vertritt die Interessen der in der Medizin tätigen Naturwissenschaftlern mit unterschiedlicher Spezialisierung wie Fachhumangenetiker (GfH), Klinische Chemiker und Reproduktionsbiologen.